# Бабак, Пётр Корнеевич
Пётр Корнеевич Бабак (1914—1992) — полковник Советской Армии, участник Советско-финской и Великой Отечественной войн, Герой Советского Союза (1944).

## Биография
Пётр Бабак родился 6 сентября 1914 года в селе Костянец (ныне — Староконстантиновский район Хмельницкой области Украины) в крестьянской семье. В 1935 году окончил педагогический техникум в Проскурове (ныне — город Хмельницкий), после чего работал учителем. В 1936 году был призван на службу в Рабоче-крестьянскую Красную Армию. В 1939 году окончил Киевское военное пехотное училище. Принимал участие в советско-финской войне 1939—1940 годов. В 1940 году вступил в ВКП(б).
С июня 1941 года — на фронтах Великой Отечественной войны. В 1942 году окончил курсы командиров полков. К августу 1944 года подполковник Пётр Бабак командовал 479-м стрелковым полком 149-й стрелковой дивизии 3-й гвардейской армии 1-го Украинского фронта. Отличился во время освобождения Польши.
В ночь на 1 августа 1944 года, преследуя отступающие немецкие войска, полк Бабака форсировал Вислу в районе Дембно и захватил плацдарм. К утру того же дня полк в результате упорных боёв с превосходящими вражескими силами расширил плацдарм до 3 километров по фронту и на 1,5 километра в глубину, что способствовало успешной переправе частей дивизии.
Указом Президиума Верховного Совета СССР от 23 сентября 1944 года подполковник Пётр Бабак был удостоен высокого звания Героя Советского Союза с вручением ордена Ленина и медали «Золотая Звезда».
После окончания войны продолжил службу в Советской Армии. В 1949 году окончил Военную академию имени Фрунзе. В 1956 году в звании полковника Бабак был уволен в запас. Проживал в Кишинёве, был членом Совета ветеранов при ЦК КП Молдавской ССР. Умер 22 февраля 1992 года.
Был также награждён тремя орденами Красного Знамени, орденом Суворова 3-й степени, двумя орденами Отечественной войны 1-й степени, двумя орденами Красной Звезды, рядом медалей.
В честь Бабака называлась бригада Волжского трубного завода, 8-й цех фабрики имени XXIII съезда КПСС в Кишинёве. Также Бабак был почётным рабочим завода в городе Дубно Ровенской области. Почётный гражданин города Новоград-Волынский